# Cottus
A Cottus a sugarasúszójú halak (Actinopterygii) osztályának skorpióhal-alakúak (Scorpaeniformes) rendjébe, ezen belül a kölöntefélék (Cottidae) családjába tartozó névadó típusnem.

## Tudnivalók
A legtöbb édesvízi kölönteféle a Cottus nembe tartozik. Méretük kicsi, ritkán érik el a 15 centiméteres hosszúságot.

## Rendszerezés
A nembe az alábbi 67 faj tartozik:
- Cottus aleuticus Gilbert, 1896
- Cottus altaicus Kaschenko, 1899
- Cottus amblystomopsis Schmidt, 1904
- Cottus asper Richardson, 1836
- Cottus asperrimus Rutter, 1908
- Cottus aturi Freyhof, Kottelat & Nolte, 2005
- Cottus baileyi Robins, 1961
- Cottus bairdii Girard, 1850
- Cottus beldingii Eigenmann & Eigenmann, 1891
- Cottus bendirei (Bean, 1881)
- Cottus caeruleomentum Kinziger, Raesly & Neely, 2000
- Cottus carolinae (Gill, 1861)
- Cottus chattahoochee Neely, Williams & Mayden, 2007
- Cottus cognatus Richardson, 1836
- Cottus confusus Bailey & Bond, 1963
- Cottus czerskii Berg, 1913
- Cottus duranii Freyhof, Kottelat & Nolte, 2005
- Cottus dzungaricus Kottelat, 2006
- †Cottus echinatus Bailey & Bond, 1963
- Cottus extensus Bailey & Bond, 1963
- Cottus girardi Robins, 1961
- botos kölönte (Cottus gobio) Linnaeus, 1758 - típusfaj
- Cottus greenei (Gilbert & Culver, 1898)
- Cottus gulosus (Girard, 1854)
- Cottus haemusi Marinov & Dikov, 1986
- Cottus hangiongensis Mori, 1930
- Cottus hispaniolensis Bacescu & Bacescu-Mester, 1964
- Cottus hubbsi Bailey & Dimick, 1949
- Cottus hypselurus Robins & Robison, 1985
- Cottus immaculatus Kinziger & Wood, 2010
- Cottus kanawhae Robins, 2005
- Cottus kazika Jordan & Starks, 1904
- Cottus klamathensis Gilbert, 1898
- Cottus kolymensis Sideleva & Goto, 2012
- Cottus koreanus Fujii, Choi & Yabe, 2005
- Cottus koshewnikowi Gratzianov, 1907
- Cottus kuznetzovi Berg, 1903
- Cottus leiopomus Gilbert & Evermann, 1894
- Cottus marginatus (Bean, 1881)
- Cottus metae Freyhof, Kottelat & Nolte, 2005
- Cottus microstomus Heckel, 1837
- Cottus nasalis Berg, 1933
- Cottus nozawae Snyder, 1911
- Cottus paulus Williams, 2000
- Cottus perifretum Freyhof, Kottelat & Nolte, 2005
- Cottus perplexus Gilbert & Evermann, 1894
- Petit-kölönte (Cottus petiti) Bacescu & Bacescu-Mester, 1964
- Cottus pitensis Bailey & Bond, 1963
- cifra kölönte (Cottus poecilopus) Heckel, 1837
- Cottus pollux Günther, 1873
- Cottus princeps Gilbert, 1898
- Cottus reinii Hilgendorf, 1879
- Cottus rhenanus Freyhof, Kottelat & Nolte, 2005
- Cottus rhotheus (Smith, 1882)
- Cottus ricei (Nelson, 1876)
- Cottus rondeleti Freyhof, Kottelat & Nolte, 2005
- Cottus sabaudicus V. G. Sideleva, 2009
- Cottus scaturigo Freyhof, Kottelat & Nolte, 2005
- Cottus schitsuumsh Lemoine, Young, Mckelvey, Eby, Pilgrim & Schwartz, 2014
- Cottus sibiricus Kessler, 1889
- Cottus specus Adams & Burr, 2013
- Cottus spinulosus Kessler, 1872
- Cottus szanaga Dybowski, 1869
- Cottus tallapoosae Neely, Williams & Mayden, 2007
- Cottus tenuis (Evermann & Meek, 1898)
- Cottus transsilvaniae Freyhof, Kottelat & Nolte, 2005
- Cottus volki Taranetz, 1933